# 塞勒 (厄尔省)
塞勒（法語：Selles，法語發音：[sɛl]）是法国厄尔省的一个市镇，属于贝尔奈区。

## 地理
塞勒（49°18'7"N, 0°30'22"E）面积10.09 平方千米，位于法国诺曼底大区厄尔省，该省份为法国北部内陆省份，北起滨海塞纳省，西接奧恩省和卡爾瓦多斯省，南至厄尔-卢瓦省，东临瓦兹省、瓦兹河谷省和伊夫林省。
与塞勒接壤的市镇（或旧市镇、城区）包括：莱普雷欧、图维尔-叙蓬托德梅尔、埃派涅、圣桑福里安、圣西梅翁。

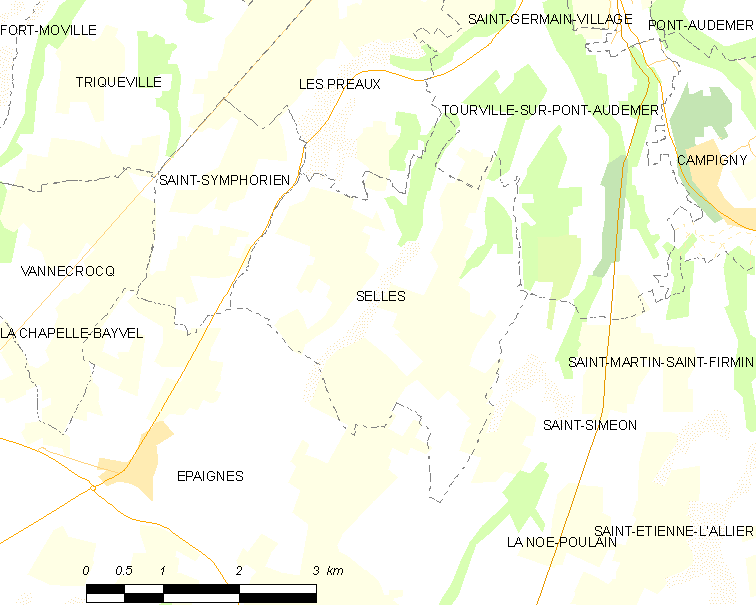
的OSM定位图

塞勒的时区为UTC+01:00、UTC+02:00（夏令时）。

## 行政
塞勒的邮政编码为27500，INSEE市镇编码为27620。

## 政治
塞勒所属的省级选区为蓬托德梅尔县。

## 人口

1962-2008年间人口变化图示

塞勒于2022年1月1日时的人口数量为476人。